# Týnec (Planá)
Týnec je malá vesnice, část města Planá v okrese Tachov v Plzeňském kraji. Nachází se asi tři kilometry jihovýchodně od Plané. Je zde evidováno 36 adres. V roce 2011 zde trvale žilo 72 obyvatel.
Týnec leží v katastrálním území Týnec u Plané o rozloze 5,06 km².

## Historie
První písemná zmínka o vesnici pochází z roku 1379.

## Obyvatelstvo
| Rok            | 1869 | 1880 | 1890 | 1900 | 1910 | 1921 | 1930 | 1950 | 1961 | 1970 | 1980 | 1991 | 2001 | 2011 | 2021 |
| -------------- | ---- | ---- | ---- | ---- | ---- | ---- | ---- | ---- | ---- | ---- | ---- | ---- | ---- | ---- | ---- |
| Počet obyvatel | 214  | 215  | 215  | 212  | 218  | 195  | 206  | 114  | 77   | 67   | 89   | 76   | 62   | 72   | 49   |
| Počet domů     | 28   | 29   | 29   | 31   | 31   | 31   | 32   | 28   | 21   | 22   | 24   | 24   | 23   | 25   | 25   |

## Obecní správa
Při sčítání lidu v letech 1850–1879 byl Týnec osadou obce Vysoké Sedliště v okrese Planá.
V letech 1880–1963 byl samostatnou obcí v okrese Planá, v roce 1950 v okrese Mariánské Lázně. Od roku 1964 je částí města Planá v okrese Tachov.